# Rhaphidophora hayi
Rhaphidophora hayi là một loài thực vật có hoa trong họ Ráy (Araceae). Loài này được P.C.Boyce & Bogner mô tả khoa học đầu tiên năm 2000.